# Tingsha

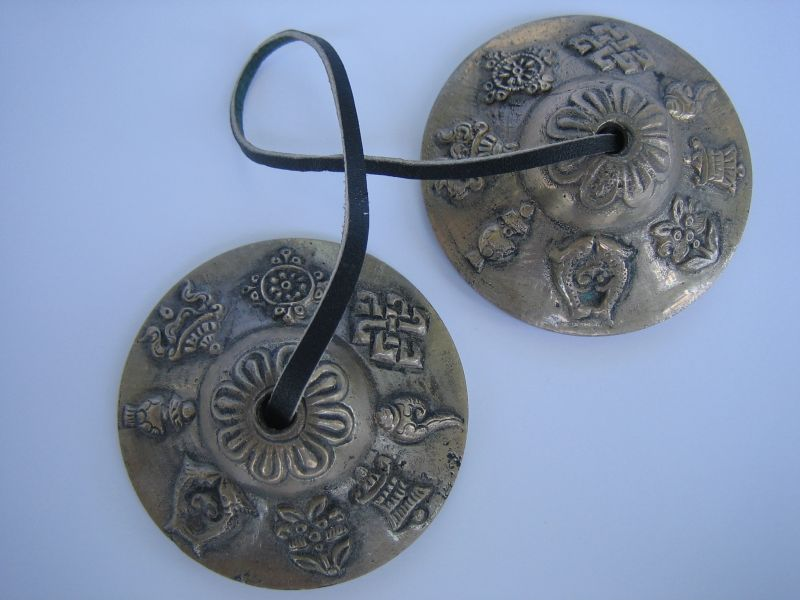
Tingsha

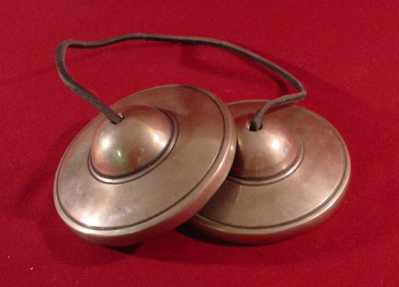
Tingsha

Tingsha (tibetisch ཏིང་ཤགས་, ting shag) ist eine tibetische Handzimbel. Sie besteht aus zwei Metallbecken, die mit einem Band miteinander verbunden sind. Oft sind tingsha mit den acht buddhistischen Glückssymbolen (Sanskrit ashtamangala) Sonnenschirm (chhatra), Schatzvase, Fische, Lotosblüte, Siegesbanner, Endloser Knoten, Rad und Schneckenhorn verziert. Die Zimbeln werden entweder im rechten Winkel zueinander oder waagrecht aufeinander geschlagen. Beim Anschlag entsteht ein heller durchdringender Klang, der wiederholt wird, sobald der vorherige Schlag verklungen ist.
Im tibetischen Buddhismus werden tingsha bei verschiedenen Ritualen eingesetzt: beim persönlichen Gebet zum Totengeleit, Opferungen für Verstorbene und bei Opferungen für die Hungergeister. Die tingsha wird häufig auch als Opfergabe auf dem tibetischen Altar benutzt. In der tibetischen Musik werden sie nicht verwendet. 
In der tibetisch-buddhistischen Ritualmusik kommen stattdessen größere Paarbecken zum Einsatz: die waagrecht geschlagenen rol-mo und die senkrecht geschlagenen silnyen, in der Bön-Kultpraxis außerdem die flachgewölbten Handglocken gshang. Letztere ähneln den tingsha, besitzen aber einen Klöppel und werden einzeln geschüttelt.
Im Westen gelten Tingshas neben tibetischen Klangschalen als die bekanntesten Musikinstrumente Tibets und sind in diversen Asia- oder Esoterik-Shops erhältlich.